# Dan Na Ambassagou
Dan Na Ambassagou ou Dan Nan Amassagou (dogon : « les chasseurs qui se confient à dieu ») est un groupe d'autodéfense de chasseurs dogons fondé en 2016 au Mali.

## Histoire

### Fondation
Dan Na Ambassagou est fondé au Mali vers octobre 2016 ou décembre 2016,, après l'assassinat de Théodore Somboro, qui dirigeait à l’époque la société des chasseurs dogons. Il apparaît cependant au grand jour au cours de l'année 2018, dans un contexte de violences communautaires entre Peuls et Dogons,,. 

### Organisation, effectifs et commandement
Le groupe rassemble des chasseurs traditionnels dozos de la communauté des Dogons,,. Il est particulièrement actif dans le cercle de Koro, mais est aussi bien présent dans le cercle de Bankass, le cercle de Douentza et le cercle de Bandiagara,. Le président du mouvement est David Tembiné,. Le chef de la branche militaire est Youssouf Toloba, ancien membre de Ganda Koy et Ganda Izo,,. Des querelles éclatent cependant au sein du groupe et en 2018 la branche dirigée par Youssouf Toloba reconnaît un autre chef politique : le capitaine Mamadou Goudienkilé, qui est désigné comme président de la coordination nationale du mouvement. Le groupe revendique plusieurs centaines de combattants. En décembre 2018, Youssouf Toloba affirme que Dan na Amassagou compte 5 000 hommes et possède une trentaine de camps d'entraînement.
En février 2018, Dan Na Ambassagou forme avec plusieurs autres milices du centre du Mali une coalition appelée la « Coordination des mouvements signataires et groupes d’autodéfense du centre », afin de participer au processus de désarmement. Cependant, n'étant pas inclus dans l'Accord d'Alger de 2015, ces groupes ne bénéficient pas des subsides du désarmement financé par l'ONU.

### Relations avec le gouvernement malien

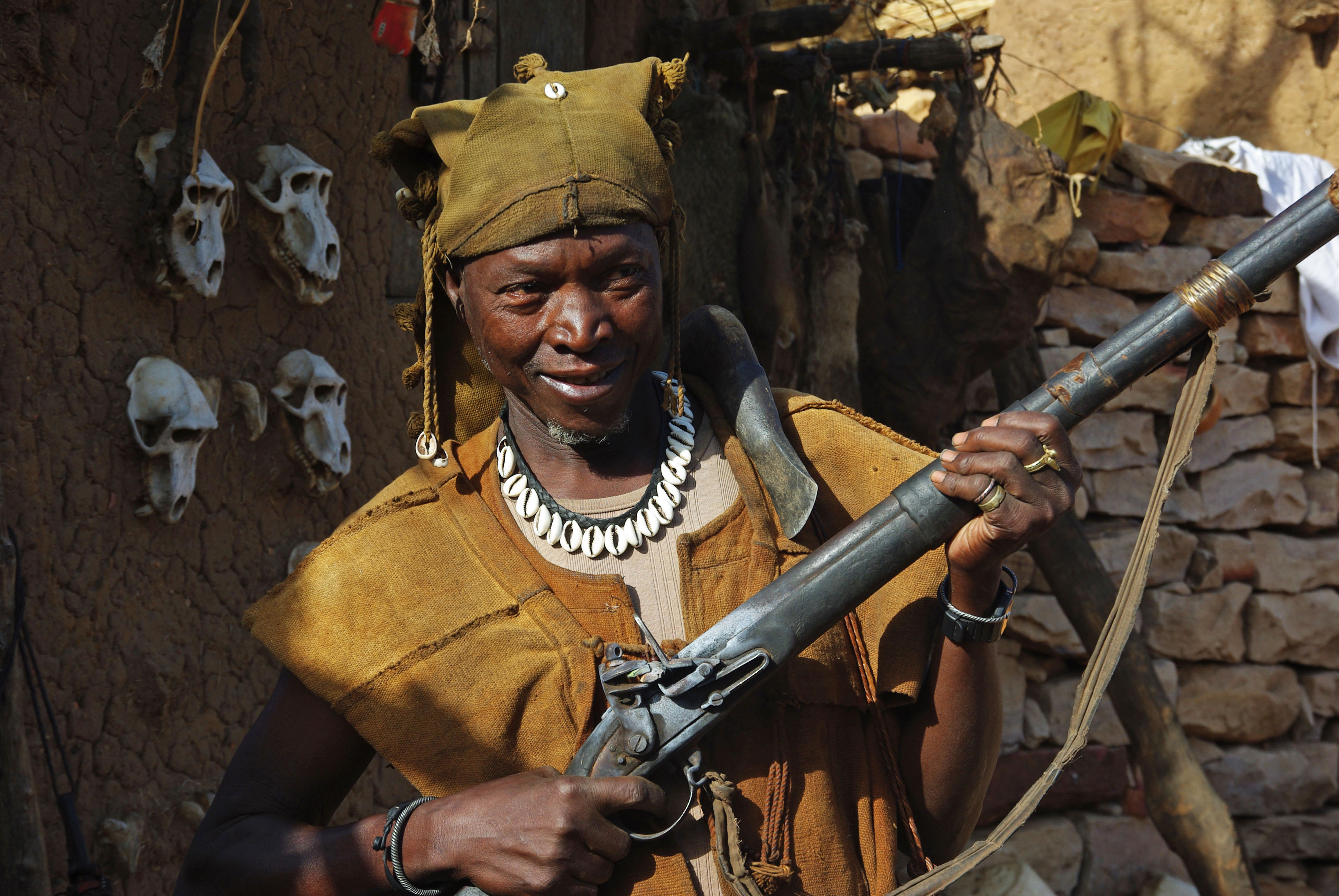
Un chasseur dozo du pays dogon (2010).

Le 7 juillet 2018, l'armée malienne tente sans succès de désarmer la milice à Kanou Kombolé. David Tembiné déclare alors : « Si l’Etat veut désarmer, il faut qu’il prenne ses responsabilités et assure au préalable la sécurité ». Le 8 juillet, le groupe déclare vouloir « chasser tout représentant de l’État dans le Pays dogon ».
Le gouvernement malien est cependant soupçonné d'avoir apporté un soutien à la milice. Selon un rapport publié le 20 novembre 2018 par la Fédération internationale des ligues des droits de l'homme (FIDH) et l'Association malienne des Droits de l’Homme (ADMH) « De nombreux témoignages et individus bien informés font état d’un soutien logistique et financier apporté aux donzos par le gouvernement malien ou tout au moins par certains de ses membres. [...] Si les liens entre gouvernement et milices dogons restent à démontrer, il est en revanche plausible que les donzos aient été dans un premier temps utilisés par les FAMA, comme éclaireurs ou informateurs, avant de participer plus activement aux combats – avec ou sans l’aval de l’état-major militaire. Il semble probable également qu’ils bénéficient d’une certaine liberté de déplacement, voire d’une complicité de la part de l’armée malienne. De nombreux témoins disent avoir vu des donzos mener des opérations militaires aux côtés des FAMA ».
Dan na Amassagou reconnait l'autorité du gouvernement malien et déploie le drapeau national malien dans les villages où il est présent
Le 28 août 2018, un nouvel accord de paix est signé dans le cercle de Koro par 34 chefs de villages des communautés Peules et Dogons, mais il est aussitôt rejeté par l'aile militaire de Dan na Amassagou, qui désavoue l'aile politique du mouvement,.
Le 27 septembre 2018, Youssouf Toloba signe un accord de cessez-le-feu. Le 2 octobre, la branche militaire de Dan na Amassagou s'engage à déposer les armes, lors d'une visite du Premier ministre malien Soumeylou Boubèye Maïga à Mopti,,. Mais le 21 novembre, Moussa Togoun, un chef de la branche militaire dirigée par Youssouf Toloba annonce que Dan na Amassagou rompt le cessez-le-feu, ce qui est condamné par David Tembiné, le chef de la branche politique. En décembre, Youssouf Toloba dément cependant avoir rompu le cessez-le-feu.
À partir de 2018, Dan na Amassagou est accusé par plusieurs associations de droits de l’homme et associations communautaires d'exactions et de massacres contre les communautés peules, ce que le groupe nie,.
Le 24 mars 2019, le gouvernement malien ordonne la dissolution de Dan na Amassagou, accusé d'être responsable du massacre d'Ogossagou. Cependant Dan na Amassagou annonce qu'il refuse la dissolution,.
Le groupe se divise également lorsqu'une partie des miliciens décide de négocier avec les djihadistes et de déposer les armes. En 2024, ancien milicien de Dan Na Ambassagou, âgé de 24 ans et originaire du village d'Ogota, déclare à l'ONG Human Rights Watch : « Fin 2018, nous avons réalisé que les djihadistes étaient mieux armés et que notre implication dans la milice faisait de nos villages des cibles pour les djihadistes. Les djihadistes ont coupé les routes des marchés, kidnappé nos proches, nous ont empêché de pratiquer l’agriculture et ont assiégé nos villages au point que nos enfants sont morts de faim. Certains d’entre nous ont décidé de négocier avec les djihadistes et de déposer les armes. Mais certains miliciens ont refusé les négociations et notre mouvement s’est divisé en deux : nous avons accepté un accord avec les djihadistes, mais d’autres ont continué à les combattre ».

## Vidéographie
- [vidéo] Youssouf Toloba et son groupe armé Dan Nan Ambassagou signent un engagement en faveur d’un cessez le feu`, The Centre for Humanitarian Dialogue (HD), 28 septembre 2018.